# Tulefiorinia simplex
Tulefiorinia simplex är en insektsart som beskrevs av Mamet 1959. Tulefiorinia simplex ingår i släktet Tulefiorinia och familjen pansarsköldlöss.
Artens utbredningsområde är Madagaskar. Inga underarter finns listade i Catalogue of Life.